# 埃贝尔斯维莱
埃贝尔斯维莱（法語：Ébersviller）是法国摩泽尔省的一个市镇，属于布莱摩泽尔区（Boulay-Moselle）布宗维尔县（Bouzonville）。该市镇总面积14.07平方公里，2009年时的人口为844人。

## 人口
埃贝尔斯维莱人口变化图示